# Синнер, Мэт
Мэт Синнер (англ. Mat Sinner), настоящее имя — Маттиас Лаш (нем. Matthias Lasch; род. 16 октября 1964, Штутгарт) — басист, певец и продюсер из Штутгарта, Германия. Первым опытом Мэта на сцене была молодёжная рок-группа Crayfish в 1975 году.
С 1982 года ведет свою историю возглавляемая им одноимённая группа Sinner. В 1997 году Мэт вместе с Ральфом Шиперсом создал группу Primal Fear.

## Биография
Впервые Мэт начал осваивать технику игры на гитаре, купленную ему теткой, в 12 лет, вопреки желанию его отца, который будущее сына видел в профессиональном футболе. Некоторое время Мэт играл в молодёжной группе Electric Pain, позже изменившая название на Crayfish (с англ. — «Лангуст»). Там же играл друг и будущий гитарист Sinner Фрэнк Миттельбах. Позже, после ухода Фрэнка из группы, группа переименовалась в Shiva, и Мэт переключился на бас-гитару. В 1982 году Мэт Синнер основал группу Sinner. Своими рок-кумирами Мэт называет Deep Purple, в частности их альбом Burn (1974), также Led Zeppelin и Thin Lizzy. Особо Мэт выделяет влияние творчества основателя Thin Lizzy Фила Лайнотта.

### Sinner
Поскольку группа Shiva, в которой тогда играл и пел Мэт пользовалась определённым успехом у слушателей на живых выступлениях и сам жанр в котором они работали также был востребован, Мэт решает создать группу более масштабную и техничную в плане звучания, и у которой было бы более «громкое» и запоминающееся название. С одной стороны, этому способствовала популярность группы Shiva, например, они гастролировали с Whitesnake и Гэри Муром, с другой — недовольство группы качеством записи альбома Crossfire и самой звукозаписывающей компанией. Также Мэту хотелось продемонстрировать слушателям свои собственные, по его словам «сокровенные» песни. Тогда же Мэт придумал само название «Sinner» (рус. Грешник) и позже решил себе взять аналогичный псевдоним.
Первый состав Sinner был таков: Мэт — бас-гитара, вокал; Кало Рапалло — гитара; Фрэнк Миттельбах — гитара; Эдгар Патрик — ударные.
При этом же составе, после записи двух демо в 1982 был выпущен первый полноформатный альбом группы Sinner — Wild ’N’ Evil.
После этого, в 1983 году, был выпущен второй альбом группы — Fast Decision, где гитариста Калло Рапалло заменил S.G. Stoner (Хельмо Стоунер). Альбом получил более высокую оценку, чем предыдущий. В 1984 году был подписан контракт с Noise Records.
Всего группа Sinner за время своего существования, в период с 1982 года и по сей день выпустила 18 студийных альбомов.

## Дискография

### Shiva
- Crossfire[источник не указан 4154 дня]

### Sinner
- Wild 'N' Evil (1982)
- Fast Decision (1983)
- Danger Zone (1984)
- Touch of Sin (1985)
- Comin' Out Fighting (1986)
- Dangerous Charm (1987)
- No More Alibis (1992)
- Respect (1994)
- Bottom Line (1995)
- In the Line of Fire (Live in Europe) (1996)
- Judgement Day (1997)
- The Nature of Evil (1998)
- The End of Sanctuary (2000)
- There Will Be Execution (2004)
- Mask of Sanity (2007)
- Crash & Burn (2008)
- One Bullet Left (2011)
- Touch Of Sin 2 (2013)[7][8]

### Mat Sinner
- Back To The Bullet (1990)[9]

### Cans
- Beyond the Gates (1990)[10]

### Beast of Prey
- Dirty Details (1990)[источник не указан 4154 дня]

### Primal Fear
- Primal Fear (1998)
- Jaws of Death (1999)
- Nuclear Fire (2001)
- Black Sun (2002)
- Devil's Ground (2004)
- Seven Seals (2005)
- New Religion (2007)
- 16.6 (Before the Devil Knows You're Dead) (2009)
- Unbreakable (2012)
- Delivering the black (2014)

### Goddess Shiva
- Goddess Shiva (2007)[11]

### Voodoo Circle
- Voodoo Circle (2008)
- Broken Heart Syndrome (2011)
- More Than One Way Home (2013)[12]

### Киске-Сомервилль
- Kiske-Somerville (2011)[13]

### Rick Renstrom
- Until the Bitter End (2003)[14]

### Scheepers
- Scheepers (2011)[15]

### Tribuzy
- Execution (2006)
- Execution — Live Reunion (2007)[16]

### Wolfpakk
- Wolfpakk (2011)[17][18]